# Бубны (Житомирская область)
Бубны (укр. Бубни) — село на Украине, основано в 1870 году, находится в Романовском районе Житомирской области.
Население по переписи 2001 года составляет 21 человек. Почтовый индекс — 13000. Телефонный код — 4146. Занимает площадь 9,8 км².

## Адрес местного совета
13002, Житомирская область, Романовский р-н, с.Ольшанка